# Lesley Roy
Lesley Roy (Balbriggan, 17 september 1986) is een Ierse singer-songwriter.

## Biografie
Begin 2020 werd Roy door de Ierse openbare omroep intern geselecteerd voor deelname aan het Eurovisiesongfestival 2020 met het nummer Story of my life. Het festival werd evenwel geannuleerd vanwege de COVID-19-pandemie. In december van dat jaar werd duidelijk dat Roy wederom intern was geselecteerd, en dat ze een herkansing kreeg op het Eurovisiesongfestival 2021. Ze wist zich op dinsdag 18 mei 2021 met het nummer Maps niet te plaatsen voor de finale van zaterdag 22 mei. Ze werd laatste in de eerste halve finale.

## Discografie

### Singles
- 2008: Unbeautiful
- 2008: I'm Gone, I'm Going
- 2020: Story Of My Life
- 2021: Maps

## Weblinks
- (en) Lesley Roy op Allmusic
- (en) Lesley Roy op de website van het Eurovisiesongfestival

1965: Butch Moore · 
1966: Dickie Rock · 
1967: Sean Dunphy · 
1968: Pat McGeegan · 
1969: Muriel Day · 
1970: Dana · 
1971: Angela Farrell · 
1972: Sandie Jones · 
1973: Maxi · 
1974: Tina Reynolds · 
1975: The Swarbriggs · 
1976: Red Hurley · 
1977: The Swarbriggs Plus Two · 
1978: Colm Wilkinson · 
1979: Cathal Dunne · 
1980: Johnny Logan · 
1981: Sheeba · 
1982: The Duskeys · 
1984: Linda Martin · 
1985: Maria Christian · 
1986: Luv Bug · 
1987: Johnny Logan · 
1988: Jump the Gun · 
1989: Kiev Connolly & The Missing Passengers · 
1990: Liam Reilly · 
1991: Kim Jackson · 
1992: Linda Martin · 
1993: Niamh Kavanagh · 
1994: Paul Harrington & Charlie McGettigan · 
1995: Eddie Friel · 
1996: Eimear Quinn · 
1997: Marc Roberts · 
1998: Dawn Martin · 
1999: The Mullans · 
2000: Eamonn Toal · 
2001: Gary O'Shaughnessy · 
2003: Mickey Harte · 
2004: Chris Doran · 
2005: Donna & Joe · 
2006: Brian Kennedy · 
2007: Dervish · 
2008: Dustin the Turkey · 
2009: Sinéad Mulvey & Black Daisy · 
2010: Niamh Kavanagh · 
2011: Jedward · 
2012: Jedward · 
2013: Ryan Dolan · 
2014: Can-linn feat. Kasey Smith · 
2015: Molly Sterling · 
2016: Nicky Byrne · 
2017: Brendan Murray · 
2018: Ryan O'Shaughnessy · 
2019: Sarah McTernan · 
2021: Lesley Roy · 
2022: Brooke · 
2023: Wild Youth · 
2024: Bambie Thug · 
2025: Emmy
- Gemeinsame Normdatei: 1226882854
- International Standard Name Identifier: 0000 0000 4769 7555
- Library of Congress Control Number: no2008186483
- MusicBrainz: a077e472-f288-4005-bf10-6ddd1090f04b
- Virtual International Authority File: 78610542
- WorldCat: E39PBJhMqx6CkjrwbP4FbgJMT3